# Holger Apfel
Holger Apfel (ur. 29 grudnia 1970 w Hildesheimie) – niemiecki polityk narodowy, lider frakcji nacjonalistów w saksońskim landtagu, od 13 listopada 2011 do 19 grudnia 2013 przewodniczący NPD.

## Życiorys
W młodości związał się ze Śląskim Związkiem Studentów (niem. Studentenbund Schlesien) oraz Młodymi Narodowymi Demokratami (niem. Junge Nationaldemokraten), do których należał od 1988. W 1991 ukończył szkołę średnią w rodzinnym Hildesheim, po czym uczył się do zawodu księgarza i wydawcy. W 1992 został wiceprzewodniczącym młodzieżówki NPD, dwa lata później stanął na jej czele (do 1999). W 1996 wybrano go w skład nowego zarządu partii. W tym samym roku objął obowiązki szefa wydawnictwa narodowego związanego z NPD Deutsche Stimme Verlag. W 2000 stanął na czele redakcji miesięcznika o tej samej nazwie.

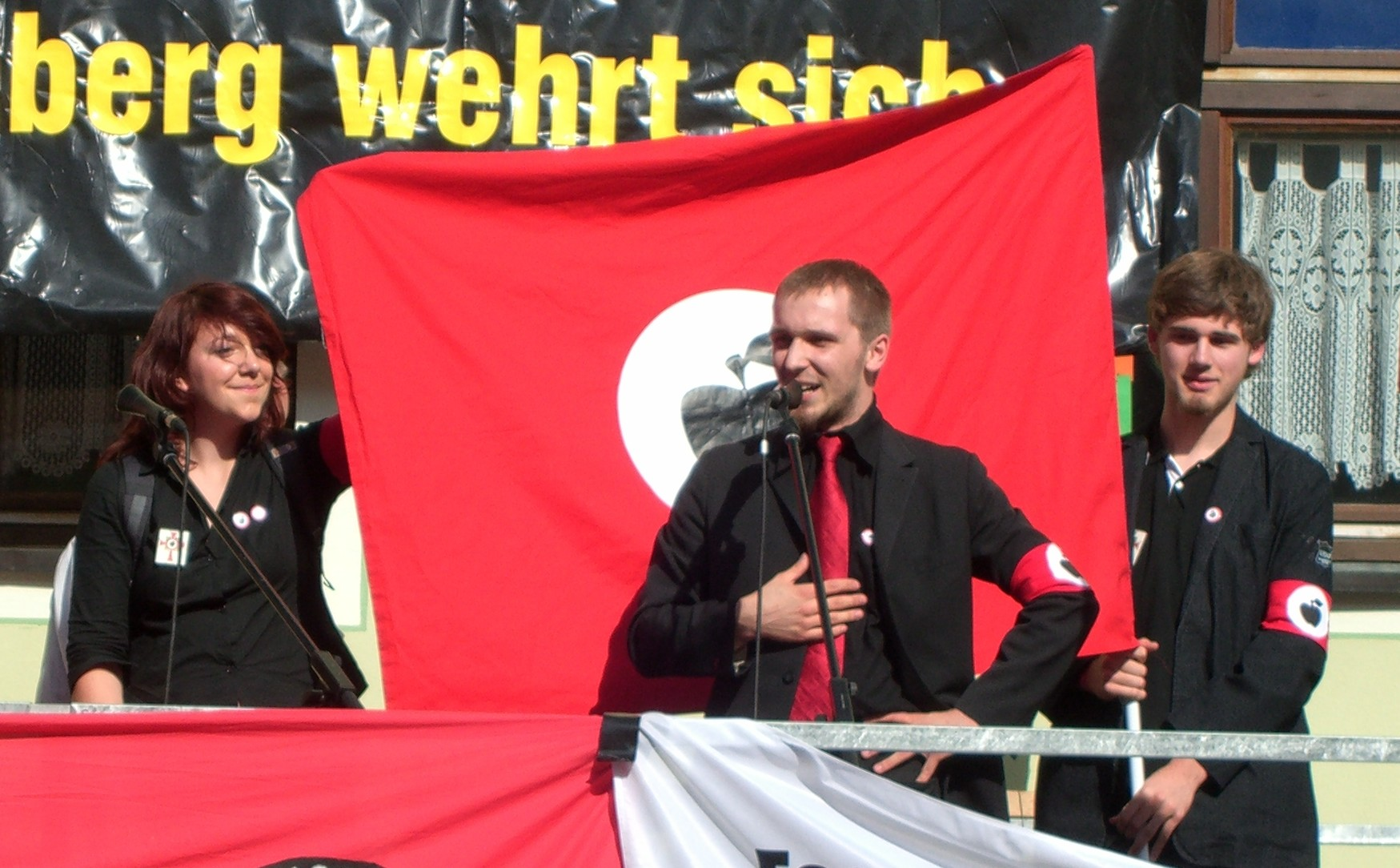
Demonstracja Frontu Niemieckich Jabłek

W marcu 2000 został wybrany wiceprzewodniczącym NPD. W wyborach 2004 uzyskał mandat radnego saksońskiego landtagu, gdy NPD po raz pierwszy przekroczyła próg wyborczy. Objął obowiązki lidera frakcji nacjonalistów w parlamencie lokalnym. Rok później bez powodzenia ubiegał się o mandat w Bundestagu z ramienia narodowców w okręgu Kamenz-Hoyerswerda-Großenhain. W styczniu 2005, gdy przewodniczący landtagu Erich Iltgen zarządził minutę ciszy na rzecz ofiar narodowego socjalizmu, wraz z innymi członkami frakcji NPD opuścił salę. W tym czasie domagał się uczczenia jedynie pamięci niemieckich ofiar bombardowania Drezna. W 2006 saksoński parlament uchylił mu immunitet z powodu toczącej się sprawy o zniesławienie.
Od 2003 stoi na czele Sojuszu Narodowego w Dreźnie (niem. Nationales Bündnis Dresden). Jest żonaty z przewodniczącą Grupy Kobiet Narodowych (niem. Ring Nationaler Frauen) Jasmin Langer.
Ze względu na nazwisko (niem. Apfel = jabłko) jest przedmiotem licznych żartów, np. działacze antynazistowscy założyli w 2005 stowarzyszenie Front Niemieckich Jabłek (niem. Front Deutscher Äpfel), które parodiuje działania i retorykę NPD.